# Dudinka (fiume)
La Dudinka (in russo Дудинка?) è un fiume della Russia siberiana orientale, affluente di destra dell'Enisej. Scorre nel Tajmyrskij rajon del Territorio di Krasnojarsk.
La sorgente del fiume si trova nella parte meridionale della catena montuosa Longdokojskij Kamen' (Лонгдокойский Камень). Il fiume scorre principalmente in direzione nord-occidentale fino a immettersi nell'Enisej a 433 km dalla foce, di fronte l'isola di Kabackij e presso l'omonima città di Dudinka, che prende il nome dal fiume ed è un importante porto. Il fiume ha una lunghezza di 200 km e il suo bacino è di 5 970 km².
I suoi maggiori affluenti sono lo Južnyj Ergallach (lungo 86 km) e la Kosaja (75 km) ambedue provenienti dalla destra idrografica. Un traghetto collega la città con un eliporto che si trova dall'altra parte dell'Enisej, d'inverno il collegamento viene effettuato su ghiaccio.